# Grønkøbings glade Gavtyve
Grønkøbings glade Gavtyve er en dansk stumfilm fra 1925, instrueret af Lau Lauritzen Sr. efter manuskript af A.V. Olsen.

## Handling
En dag kommer de to musikanter, Fy og Bi, til en lille fredelig by. De er lige ved at blive arresteret, da man ikke tåler støj på gaderne, men en ung sagfører hjælper dem ud af kniben og skaffer dem arbejde hos en gammel rullekone. Byens rige mænd er glade for deres lille by og vil ikke høre tale om de forbedringer og nyanskaffelser, den unge sagfører vil have indført, for at alle kan tjene penge. Ved en snedig list lykkes det dog sagføreren ved vore venners hjælp at få de gode mænd på andre tanker, og snart blomstrer livet i Grønkøbing, og Fy og Bi bliver fejret som byens redningsmænd.

## Medvirkende
- Carl Schenstrøm - Fyrtaarnet
- Harald Madsen - Bivognen
- Benno Smytt - Sagfører Kvist, kaldet Vindspilleren
- Henrik Malberg - Bankdirektør Krogh
- Viggo Lindstrøm - Fabrikant Gedde
- Aage Redal
- Kate Fabian - Fru Gedde
- Else Skouboe - Helga, Geddes datter
- Ellen Krayenbühl - Aase, Geddes datter
- Lauritz Olsen - Apotekeren
- Henny Thomsen - Apotekerens ældste datter
- Lise Bauditz - Apotekerens yngste datter
- Petrine Sonne - Madam Lassen
- Sho Erlind - Madam Lassens datter
- Eyvind Johan-Svendsen - Ingeniør Bang
- Arthur Jensen
- Jørgen Lund